# 維羅維蒂察-波德拉維納縣
維羅維蒂察-波德拉維納縣是克羅地亞斯拉沃尼亞地區北部的一個縣，北鄰匈牙利。面積2,021平方公里，人口 93,389（2001年）。首府維羅維蒂察。
下分三市、十三鎮。縣議會有42席。